# ویکی پایز
ویکی پایز (انگلیسی: Vece Paes؛ زاده ۳۰ آوریل ۱۹۴۵- ۱۴ اوت ۲۰۲۵ (۸۰ سال)) بازیکن هاکی روی چمن اهل هند است ،که مدال برنز را کسب کرد.  او پدر تنیسور هندی Leander Paes است . او همچنین یک پزشک در پزشکی ورزشی است،  و به عنوان رئیس باشگاه کریکت و فوتبال کلکته خدمت کرد.